# Goëmar
Goëmar ou (Laboratoire Goëmar) est une entreprise bretonne créée en 1971 et basée à Saint-Malo, spécialisée dans les technologies pour l’agriculture, qui propose des produits phytosanitaires pour le traitement des plantes sur la base d'algues.

## Historique
Fondée en 1971 par René Hervé, inventeur des brevets de base et ultérieurs[réf. nécessaire], Goëmar développe depuis 1975 son activité de recherche autour d’extraits d'algues brunes (goémon) pour élaborer et commercialiser des produits destinés au traitement des plantes. L'entreprise a son siège dans le parc Atalante à Saint-Malo.
En 2001, l'entreprise annonce la mise au point d'un premier vaccin pour les plantes, extrait d'algues et dont le principe actif est la laminarine (éliciteur oligosaccharidique des défenses chez le tabac). En 2002, elle reçoit l'homologation sur blé de ce produit phytosanitaire revendiquant un mode d’action de type stimulateur des défenses naturelles des plantes, commercialisé en 2003 sous le nom Iodus 40. Cette découverte est le fruit d'une collaboration de quinze ans avec le CNRS et la station biologique de Roscoff.
En 1998 et 2005, l’INPI et le ministre français de l’industrie ont récompensé la recherche Goëmar avec le trophée régional et national de l’innovation[réf. nécessaire]. Entre 1993 et 2003, 17 brevets sont déposés par Goëmar.
En 2006 est créé le « laboratoire de la mer », une filiale consacrée à la santé humaine. Le 30 septembre 2008, Goëmar cède cette filiale à CH-Pharma[Qui ?] afin de recentrer son activité sur les végétaux .
Depuis juin 2010, un nouvel actionnaire majoritaire accompagne Goëmar : la société d’investissements BeCapital[réf. nécessaire]. En 2010 également Goëmar rejoint le projet Défi-Stim et construit une nouvelle usine.
En mai 2014, Goëmar passe sous le contrôle du groupe japonais Arysta Lifescience Limited, l'un des leaders mondiaux de l'agrochimie et des produits phytopharmaceutiques,.